# 李澤藩
李澤藩（1907年6月5日—1989年7月10日），臺灣新竹市人，知名水彩畫家與美術科系教師。李澤藩曾於民國72年（1983年）獲行政院文化建設委員會遴選為十位台灣前輩畫家之一，為1986年諾貝爾化學獎得主李遠哲的父親。於就讀台北師範學校時受教於石川欽一郎學習水彩畫，畢業後回到新竹第一公學校任教，1933年與何德來創立新竹美術研究會，並於1938年成為新竹師範學校教師。1971年新竹美術協會成立，擔任第一任會長。終身於新竹居住生活與創作，留下許多桃竹苗鄉自然與人文景物的水彩作品，重複擦洗修改的「擦洗法」成為他具有個人特色的水彩畫技法。1994年親人將故居改建為李澤藩美術館。

## 生平事略
李澤藩在台灣日治時期之明治40年（1907年），出生於新竹廳新竹城內（今新竹市武昌街），父親李樹勛在新竹都城隍廟附近開一家雜貨店。大正10年（1921年）3月，李澤藩接受父親的建議，選擇至台北師範學校就讀。師範二年級時，志保田鉎吉校長請來一位從英國留學回來的石川欽一郎擔任美術課教師，引發李澤藩作畫的興趣，李澤藩常於假日和老師同學一齊到郊外寫生。1924年加入臺灣水彩畫會。大正15年（1926年），李澤藩自台北師範學校畢業，赴新竹第一公學校（今新竹國小）任教。1933年與何德來創立新竹美術研究會:21，1938年4月21日，在日本皇民化運動下，李澤藩家庭被選為國語家庭，1941年改姓名為里澤藩。
民國34年（1945年）中華民國政府接收臺灣，隔年（1946年）李澤藩補一位日籍老師的缺，成為新竹師範學校的教師，並在師範大學、國立藝專等校兼課。1956年被推選為台陽美術協會會員。:21李澤藩在民國54年（1965年）自新竹師範學校退休，並於該校擔任兼任教師至民國65年（1976年）。
民國60年（1971年）新竹縣美術協會成立，李澤藩擔任會長。民國63年（1974年），李澤藩獲得中華民國畫學會的金爵獎。1979年在阿波羅畫廊舉行「李澤藩畫展」、1980年民生畫廊舉辦「李澤藩個展」:138，民國72年（1983年），行政院文化建設委員會為了替台灣的美術保留一些完整的歷史記錄，特別選出十位台灣前輩畫家，李澤藩為其中之一。
民國78年（1989年）年初因肝硬化而臥病不起，7月10日病逝於自宅，享壽82歲。
李澤藩位於新竹市的故居現已改建為李澤藩美術館，該館於民國83年（1994年）8月6日開館。美術館內除了展示其畫作，也展示其日記、書信以及李澤藩生前所用的畫具和器物。

## 作品

### 題材
李澤藩一生創作了數千張作品，題材廣泛，以自然風景畫（包含人文的點景在內）為最多，其次為建築（城鎮、屋舍、亭台樓閣）、庭園、街景、室內、花卉、 器皿靜物、人物、事件、國外景物等。
1930年代畫作以童年印象深刻的新竹豪宅名邸一角為主題，如潛園、北郭園、迎曦門、城隍廟等。
李澤藩一生堅持用水彩作畫，方便寫生，以苗栗和新竹風景為主題,構圖喜好站立高處眺望山景，中間有平原谷地和河川流過的景色 :136-137。除了桃竹苗鄉野外也包含歷史人文景物，風土人物也是寫生的對象:38。

### 繪畫風格與技法
李澤藩的繪畫風格，最初由石川欽一郎的基礎中長出個人的風格。以粗獷的筆調錯疊線條，提高彩度的紅黃藍綠的使用，透出了表象之下的生命力。之後因為結婚與生子後，畫風轉為明亮寫實。以「觀察自然、把握靈感、大膽嘗試、用各種方法表現到底」的寫實風格，成為台灣鄉土畫作的主流。
1970年代臺灣美術走向鄉土寫實主義，李澤藩的水彩畫重新受到重視:23。
在新竹師範學校教書後，作品由透明水彩轉傾向不透明水彩畫法，李澤藩表示最初就是為了遷就紙張．因臺灣光復初期，水彩紙缺貨，改用替代色紙，而改變繪畫技巧．且不透明水彩可以修改，為了節省用紙，畫壞了可用水洗刷重畫:65-66．
李澤藩在作畫過程中，總是把不滿意的水彩一改再改，而後開創出具有個人特色的水彩畫技法「擦洗法」。

### 評價
國立故宮博物院民國96年（2007年）在「李澤藩百歲紀念畫展」對於李澤藩的評語如下：「李先生的繪畫表現代表著台灣的繪畫潮流，從1950年代社會寫實主義時期、1960年代抽象表現主義時期、到1970年代回歸鄉土時期等，各階段都能有所突破與發展，進而在1980年代創作出涵化中西繪畫技法和融合台灣人文精神的畫風，作品表現出深沉雋永的情感和藝術精神性」。其可謂之對於李澤藩藝術成就之完整註解。

### 獲獎
昭和三年（1928年）參賽第二回台展，作品《夏の午後》（夏日的午後）入選，之後相繼入選第三、四回台展，第一、二、三、五回府展:20。

## 家庭
兄長李澤祁娶劉玉英為妻，中年在日本時去世。
有一個弟弟名為李澤宏。
李澤藩在昭和五年（1930年）與來自臺中廳大肚中堡梧棲港街（今台中市梧棲區）的蔡配結婚，婚後育有五男四女，其中第三個女兒早夭。
其餘五男三女中，長男為美國約翰·霍普金斯大學教授、中央研究院院士李遠川；次男為前中央研究院院長、1986年諾貝爾化學獎得主李遠哲；五男為國立交通大學教授、中央研究院院士李遠鵬。
長女李惠美嫁給周宗文，周宗文為周碧之子，為基隆顏家顏東年家族的一份子；四女為曾任國立中興大學副校長的中興大學名譽教授李季眉。
為了紀念恩師石川欽一郎，取其姓名為長子與三子分別命名為遠川與遠欽:32．

## 外部連結
- 李澤藩美術館  （页面存档备份，存于）
- 風城風采：李澤藩百歲紀念畫展 （页面存档备份，存于）
- 李澤藩素描創作手稿數位美術館 （页面存档备份，存于）（典藏臺灣網站）